# 부산진성

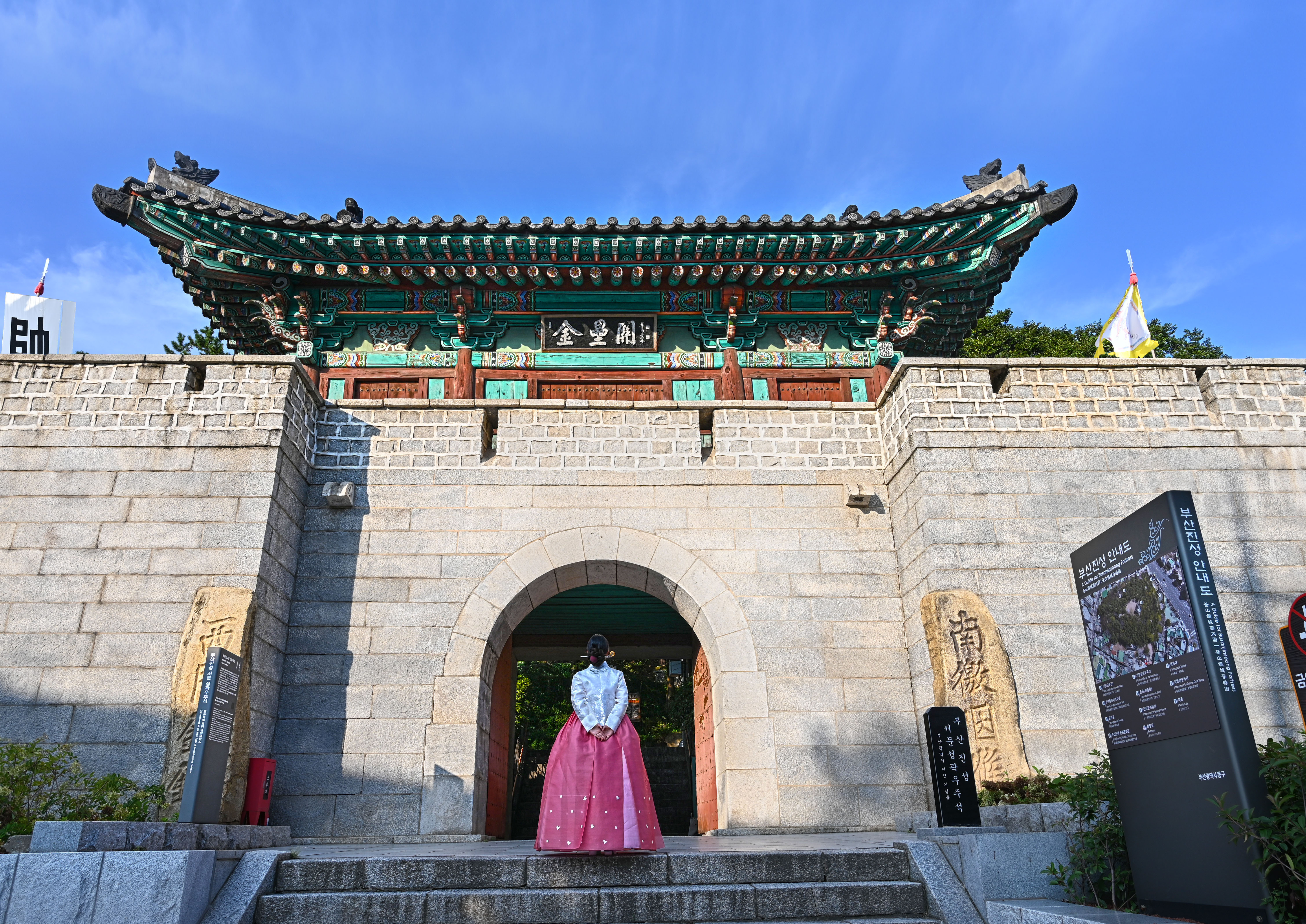
부산진성 서문 금루관

부산진성(釜山鎭城)은 부산광역시 동구 범일동에 있는 조선시대의 성이다. 넓이는 24,198m2이고, 1972년 6월 26일 부산광역시 기념물 제7호로 지정되었다.

## 유래
자성대 이름은 부산진성의 역사를 잘못 이해하여 붙여진 이름이다. 임진왜란 당시 만들어진 일본성 증산왜성을 본성 또는 모성(母城)으로 삼고 자성대왜성을 지성 또는 자성(子城)으로 삼으면서 만들어진 이름이다. 
1407년 태종 7년 조선은 부산포(釜山浦)를 개항하면서 왜인(倭人)을 감시하기 위해 부산진(釜山鎭)에 군사를 주둔했다. 1490년 성종 21년 부산진을 보호하기 위해 지금의 증산공원 아래에 성을 쌓았다. 이 성을 '전기 부산진성'이라 부른다.
1592년 임진왜란 당시 부산진첨사 정발 장군은 부산진성을 지키다 순국하고 1593년 왜군은 부산진성을 허물고 증산 정상부에 증산왜성을 쌓고 해안가에 자성대 왜성(倭城)을 쌓았다.
임진왜란 이후 1607년 조선 수군은 자성대 왜성을 수리하여 '후기 부산진성'으로 삼았다. 부산광역시 기념물로 등록된 '부산진성'은 '후기 부산진성'을 말한다.

## 현지 안내문
부산진(釜山鎭)은 조선 태종 7년(1407) 낙동강의 동쪽지역인 경상좌도(慶尙左道) 수군의 사령부로서 휘하 11개의 수군진성과 함께 동남해안의 방어임무를 맡기도 하였다.  당시 수군은 배를 타고 바다에서 근무하는 것이 원칙이었다. 그러나 성종 21년(1490) 병선의 정박처로서 수군과 물자를 보호하기 위하여 둘레 2,026척(약 950m)의 부산진성(구 자성대왜성)을 증산(甑山) 아래에 쌓게 되었다.
선조 25년(1592)의 임진왜란(壬辰倭亂) 첫 전투 때 부산진의 지휘관인 첨사(僉使) 정발(鄭撥)을 비롯한 군사와 백성들이 끝까지 싸웠으나 마침내 부산진성이 함락되었다. 일본군 장수 모리 테루모토(毛利輝元)가 부산진성을 허물고 증산 정상에 본성(本城)인 증산왜성(倭城)을 쌓았다. 또한 동남쪽 해안가에는 본성을 방어하기 위하여 지성支城: 원래의 성 밖에 보조로 쌓은 성, 자성대왜성(子城臺倭城))을 쌓았다.
임진왜란이 끝난 뒤 선조 40년(1607) 조선 수군은 자성대왜성으로  진영(鎭營)을 옮겨 부산진첨사영(釜山鎭僉使營)으로 사용하였다.
당시 부산진성의 규모는 둘레 1,791보 4척(약 2.4㎞)로 여첩 (女堞, 성벽 위 담장시설) 483타(垜)가 있었고, 동서남북에는 문루(門樓): 성문 위에 세운 높은 집 또는 다락를 두었는데 각각 진동문(鎭東門), 금루관(金壘關), 진남문(鎭南門), 구장루(龜藏樓)라 불렀다. 그리고 성내 정상에는 임진왜란 때 참전한 명나라 장수 만세덕(萬世德)을 추모하는 만공단(萬公壇)이 조성되었고, 서북쪽 외성(外城) 공간에는 객사인 공진관(拱辰館)과 부속건물, 동남쪽 내성(內城) 공간에는 관아(官衙)를 비롯한 부속건물이 있었다.
일제강점기 시가지 정비 계획에 따라 성을 철거하면서 옛 모습이 거의 사라졌는데, 1974년 부산진성 정화 공사로 동문인 건춘문(建春文,구 진동문), 서문인 금루관, 장대(將臺)인 진남대(鎭南臺)가 복원되었다.   현재는 자성대공원 내 당시 자성대(子城臺)라고 부르던 일본식 성벽과 장대(將臺)인 진남대(鎭南臺), 그리고 임진왜란 때 참전한 명나라의 장군 천만리(千萬里)의 후손이 세운‘천만리영양천공비(千萬里潁陽千公碑)’가 남아있다. 동문 서쪽에는 고려 말 왜구의 토벌에 공을 세운 최영 장군을 기리는 비각(碑閣): 비를 세우고 그 위를 덮어 지은 집이 보존되어 있다.
부산진성은 조선수군의 5백년 역사를 간직한 곳으로 임진왜란 때 쌓은 왜성과 이후 왜성을 이용한 조선 후기 수군진성에 대한 연구 자료로서도 그 가치가 크다.

### 한국문물연구원 해설
부산 자성대 역사관 건립부지에 대한 구제발굴 결과 왜성이 2차례에 걸쳐 축조된 것이 확인되었고 입회조사에서 부산진성의 체성으로 추정된 석축과 토축은 왜성인 것으로 확인되었다.
1차왜성은 1953년에 축조된 것으로 보이는데 등성시설과 같은 왜성시설물이 확인되어 한일성곽연구에 좋은 자료를 제공할 것으로 사료된다.
2차 왜성은 자성대왜성의 외곽을 둘러싼 삼지환의 체성으로 확인되었다.

### 부산진성 이름찾기 100인 릴레이
래추고도시재생주민협의체는 자성탐사대라는 주민모임을 만들어 부산진성의 역사를 탐구하는 중 자성대가 잘못된 이름임을 알고 모임명을 부산진성탐사대로 바꾸고 부산진성 이름찾기 100인 릴레이를 시작했다. 
2021년 1월 29일부터 7월 6일까지 진행된 릴레이의 첫번째 주자는 주민협의체 박승지 회장이 맡았고, 2회차는 래추고마을관리사회적협동조합 정순태 이사장이 맡았다. 동구청장, 동구의회 의장, 부산시교육감, 서구동구 국회의원, 전 국회의장과 지역주민이 릴레이에 참여했다.
2021년 7월 6일 박형준 부산시장이 100번째 릴레이의 주자로 참여했다.
2021년 7월 7일 부산시는 자성대 공원 명칭변경을 추진한다는 보도자료를 배부했고 2023년 1월 4일 국가지명위원회는 '자성대공원'을 폐지하고 '부산진성공원'을 공식명칭으로 고시했다.

## 역사
임진왜란 때 부산진성의 전투 장면을 자세하게 그려 놓은 「부산진성 순절도」에 보면 임진왜란이 일어나기 전에 부산포(釜山浦)에는 내성(內城)과 외성(外城)이 있었다. 내성은 오늘날 동구 좌천동에 있는, 현재 정공단이 있는 일대를 중심으로 뒷산에 해당하는 증산(甑山)을 둘러싼 본성이고, 자성대는 그 외성(外城)으로 쌓은 것인데, 외성은 현재 자성대라고 부르는 곳이다. 임진왜란 때 일본군이 부산에 주둔하면서 선조 26년에 왜장 모리(毛利輝元) 부자가 부산성을 헐고 왜성(倭城)으로 다시 쌓았다. 소서성·환산성이라고도 불리었으며, 일본에서는 당시 부산진성이 부산왜성 이였을 당시 마루야마 성(丸山城), 고니시성(少西城)이라고 불렀다. 현재 부산진성은 일본명의 '마루야마 성'으로 알려져 있다. 일본군의 지휘소로 이용되었다. 일본군을 몰아낸 뒤에는 임진왜란 때 지원군으로 온 명나라 장수 만세덕(萬世德) 군대가 머물러 주둔한 적이 있었기 때문에 만공대(萬公臺)라고도 한다. 임진왜란이 끝난 후에는 성과 사대문을 쌓고 관아를 고쳐 부산진첨사영(釜山鎭僉使營)으로, 좌도수군첨절제사의 숙소로 쓰였다.
이 성은 오늘날의 증산에 있었던 부산진성의 내성인 본성과 함께 1593년(선조 26) 경상도 군정의 책임자였던 모리 히데모토(毛利輝元) 부자(父子)도 쌓은 것으로 알려져 있다. 한편 왜장 아사노 나가요시(淺野長慶)가 정유재란 때인 1598년(선조 31)에 수축 또는 증축한 것으로 보기도 한다.
임진왜란 때 증산에 있었던 본래의 부산진성이 일본군에 의해 허물어져 사용하기 어려웠기 때문에 조선 수군은 1607년(선조 40)부터 부산왜성의 지성인 자성대왜성을 부산진성으로 사용하면서 새롭게 수축하였다. 『충렬사지(忠烈祠志)』에 의하면 임진왜란 때 일본군이 부산 첨사진으로 사용하던 성 안의 우뚝 솟은 산 정상에 다시 자성을 쌓고 장대로 삼았다고 한다. 그러므로 조선 후기에 부산진성을 수축할 때 부산진성의 장대로 사용하였다고 보인다. 또 본성인 부산일본성(부산왜성)을 모성으로 보면, 지성으로서 모성에 대한 자성을 지칭하는 것으로도 볼 수 있다. 한편 『영남진지(嶺南鎭誌)』에는 임인년에 자성 위에 육우정(六友亭)을 세우고, 승가(勝嘉)라는 이름을 내렸다고 한다. 이에 자성은 한 진(鎭)의 장대가 되고, 승가정은 자성의 장대가 되었다고 기록하였다.
동서의 산을 따라 성벽으로 성곽을 두르고 바닷물을 끌여들여 참호를 20m 너비로 만들어 배가 바로 성벽에 닿도록 되어 있었다고 하는데, 일제강점기에 시가지 정비라는 명목으로 성을 철거하고 자성대 일대 해면은 매축되어 옛모습이 없어졌다. 현재 남아있는 성지(城址)는 2단이며, 성벽의 높이는 최고 10 미터에 최저 1.5 미터이다.

## 복원
1974년 7월 8일부터 1975년 2월 25일까지 부산시에서 정화 복원공사를 하여 동문, 서문, 장대를 신축하여 동문을 건춘문(建春門), 원래는 진동문(進東門), 서문을 금루관(金壘關), 자성대 정상부에 장대는 진남대(鎭南臺)라고 각각 이름 붙이고 편액을 달았다. 1975년 9월 동문 주변 성곽을 신축하였으며, 서문의 금루관은 높은 다락으로 좌우에는 남요인후, 서문쇄약이라 새긴 돌기둥(우주석)이 각각 서있다.
| “ | 이곳은 남쪽 변방에 목구멍 같은 경계이며, 서문은 나라의 자물쇠와 같이 중요한 곳이다. | ” |
|   | — 남요인후(南徼咽喉), 서문쇄약(西門鎖鑰)                                            |   |

## 역사왜곡
2023년 부산시는 부산진성의 고도제한을 완화하면서 부산진성을 구릉성으로 평가했다. 구릉성에 해당되는 것은 임진왜란 당시 왜군이 축성한 왜성의 일부 구조물에 대해서만 유효하다. 임진왜란 당시 이미 구릉에 쌓은 성과 더불어 해안가 주변으로 평지 성을 축성했으며 임진왜란 이후 조선 수군통제영이 부산진성에 주둔했다.
조선후기 부산진성 관아는 자성대라고 불리는 구릉성이 아니라 평지에 있었으며 관아는 현 부산진성 금루관 앞에 있었으며, 일본과 외교관계를 담당했던 부산객사는 현 부산진시장 주변에 있었다.
조선후기 부산진성은 평지성이었으며 왜성의 일부를 근거로 구릉성으로 평가한 것은 역사를 왜곡한 것이다.

## 영가대

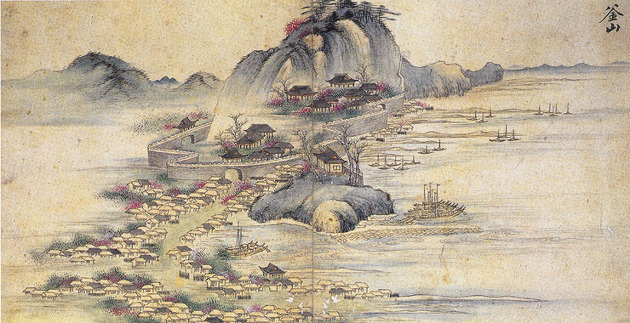
1748년경 이성린 작품 사로승구도, 앞쪽 바위 위에 영가대와 그 뒤로 부산진성 서문이 보인다.

1614년 광해군 때 경상도 순찰사 권반이 부산진성 근처 해안가에 선착장을 만들고 그 위에 나무를 심고 정자를 만들었다. 1617년 회답겸쇄환사(回答兼刷還使)였던 오윤겸(吳允謙)이 이 정자에서 일본으로 출발한 다음부터 통신사행은 이곳에서 해신제를 올리고 일본으로 갔다. 1624년(인조 2) 선위사 이민구(李敏求)가 일본 사절을 접대하기 위해 부산에 파견되었다가 이 정자를 보고 권반의 고향 안동의 옛 이름인 영가(永嘉)를 따서‘영가대’(永嘉臺)라고 이름지었다.
원래 동구 범일동 성남초등학교 서쪽 경부선 철로변에 있었던 영가대는 1905년 경부선의 개통으로 철거되어 일제강점기 때 일본상인 오이카와(及川民次郞)의 별장인 능풍장으로 옮겨졌다가 사라졌는데, 2000년 부산광역시의 역사유적지 표석 설치계획에 따라 동구 좌천동 지하철역 부근의 도로공원에 “부산포왜관·영가대터” 표석을 세웠고, 2003년 9월 25일 동구청에서 자성대에 복원했다.

## 기타
조선시대에는 성 안에 객사, 동헌 등 많은 관공서와 창고 건물이 있었던 것으로 보인다. 현재는 임진왜란에 참전했다가 귀화한 명나라 장군 천만리(千萬里)의 후손이 세운 천장군기념비와 동쪽 산 중턱에는 남해안 일대를 노략질한 왜구를 소탕한 최영장군 비각이 보존되어 있다.

## 명칭 변경
당초 문화재 지정명칭은 부산진지성(釜山鎭支城)이었으나, 2020년 1월 15일 부산진성(釜山鎭城)으로 변경되었다.

### 부산진성 이름 찾기 100인 릴레이
2021년 1월 29일 ~ 7월 6일 래추고 현장지원센터(주민협의체)는 부산진성 이름바꾸기 100회차 릴레이 캠페인을 진행했다. (1회차 래추고 도시재생뉴딜사업 박승지 회장, 2회차 래추고 마을관리 사회적협동조합 정순태 이사장, 100회차 박형준 부산시장 참여)
2021년 7월 7일 부산시는 "부산진성 이름찾기 100일 릴레이"에 호응하여 자성대공원 명칭변경을 추진한다고 보도자료를 배부했다.
2022년 동문 현판은 진동문으로, 진남대 현판은 승가정으로 변경됐다.
2023년 1월 4일 국가지명위원회는 자성대에서 유래된 자성대공원을 부산진성공원으로 개정 고시했다.

## 같이 보기
- 부산진성 서문 성곽우주석 - 부산광역시 기념물 제19호
- 부산진 전투